# Dawn Staley
Dawn Staley, född den 4 maj 1970 i Philadelphia, Pennsylvania, är en amerikansk basketspelare som tog tog OS-guld 2004 i Aten. Detta var USA:s tredje OS-guld i dambasket i rad. Staley var även med och tog OS-guld 2000 i Sydney och OS-guld 1996 i Atlanta. 
Hon har spelat för Charlotte Sting (1999–2005) och  Houston Comets (2005–2006).